# Balakovo kärnkraftverk

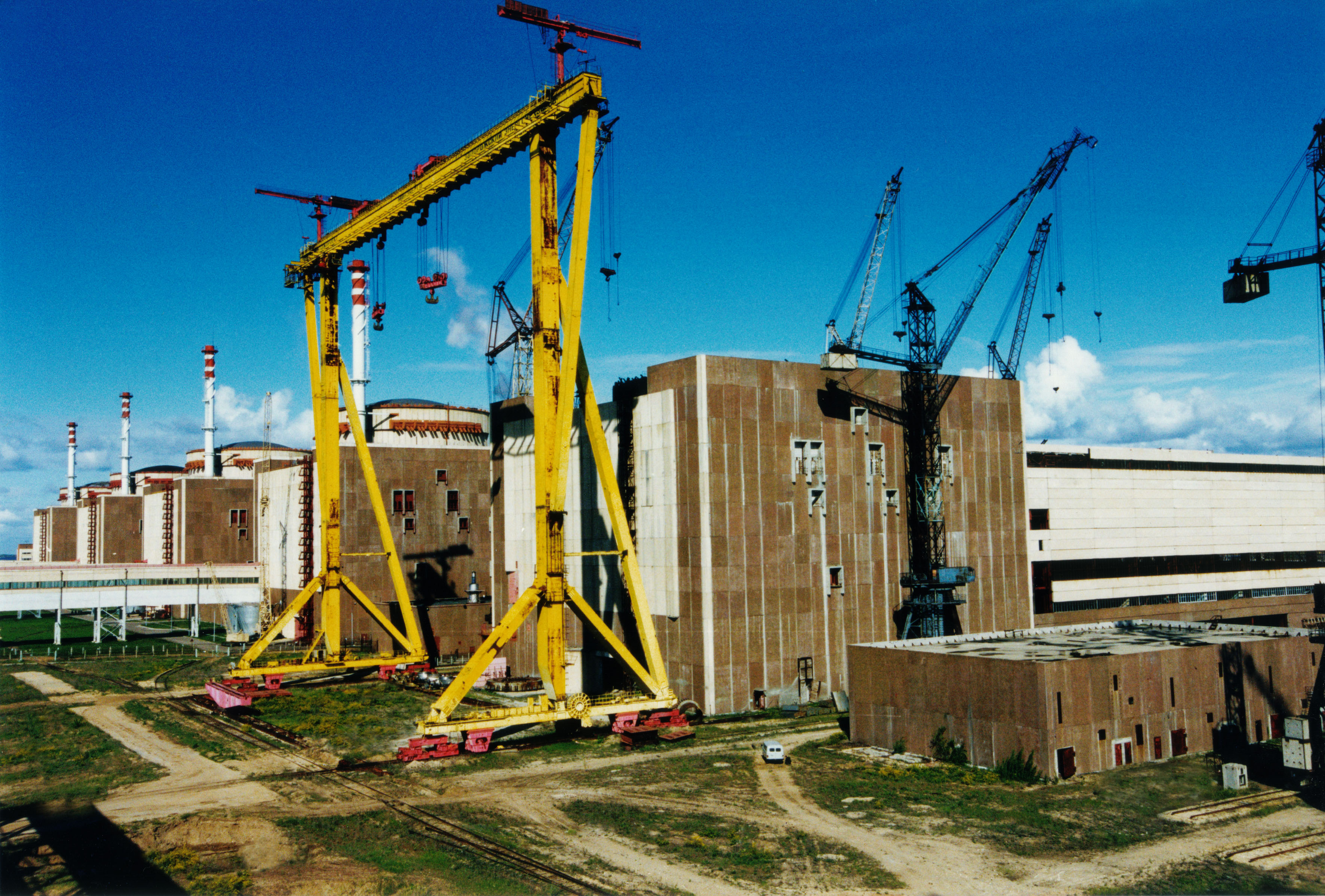
Balakovo 5

Balakovo kärnkraftverk (ryska: Балаковская АЭС) är ett kärnkraftverk i Ryssland. Kärnkraftverket ligger i staden Balakovo i Saratov oblast, vid floden Volga ca 800 km sydöst om Moskva. Det finns fyra kärnkraftsreaktorer på verket. Reaktorerna är av typen VVER-1000/320 och har en kapacitet på 950 MWe var. Reaktorerna togs i drift 1986, 1988, 1989 och 1993.
I slutet av 1980-talet började man bygga ytterligare två reaktorer. Dessa färdigställdes aldrig och övergavs i december 1992.
Kärnkraftverket ägs och drivs av Rosenergoatom.

## Reaktorer
| Station    | Typ           | Nettokapacitet | Byggstart       | Nätsynkronisering | Kommersiell drift inleddes | Övrigt                          |
| ---------- | ------------- | -------------- | --------------- | ----------------- | -------------------------- | ------------------------------- |
| Balakovo 1 | VVER-1000/320 | 950 MW         | 1 december 1980 | 28 december 1985  | 23 maj 1986                |                                 |
| Balakovo 2 | VVER-1000/320 | 950 MW         | 1 augusti 1981  | 8 oktober 1987    | 12 januari 1988            |                                 |
| Balakovo 3 | VVER-1000/320 | 950 MW         | 1 november 1982 | 25 december 1988  | 8 april 1989               |                                 |
| Balakovo 4 | VVER-1000/320 | 950 MW         | 1 april 1984    | 12 maj 1993       | 22 december 1993           |                                 |
| Balakovo 5 | VVER-1000/320 | 950 MW         | 1 april 1987    |                   |                            | Bygget avbröts 28 december 1992 |
| Balakovo 6 | VVER-1000/320 | 950 MW         | 1 maj 1988      |                   |                            | Bygget avbröts 28 december 1992 |